# ロイヤル・ダノ
ロイヤル・ダノ（Royal Dano,  1922年11月16日 - 1994年5月15日）は、アメリカ合衆国の俳優。ローヤル・ダーノとの表記もある。

## 来歴
1922年、ニューヨークに生まれる。母親はアイルランド系の移民で、父親は新聞社の印刷技師として勤めていた。第二次世界大戦中は、アメリカ陸軍に従軍した。1949年にテレビシリーズ『Lights Out』へ出演して俳優デビュー。1950年には『Undercover Girl』で映画デビューを果たし、1950年代から活発にキャリアを構築させ、数々のテレビドラマや映画に出演。1955年にはアルフレッド・ヒッチコック監督の『ハリーの災難』へも顔を見せている。
1964年にはニューヨーク万国博覧会に出品されたウォルト・ディズニーによるアトラクション『Great Moments with Mr. Lincoln』のエイブラハム・リンカーンの声を担当。万博が終了した1965年に、同アトラクションはディズニーランドへ移動され、ダノの声も2001年まで使用された。ちなみにダノの声は別に、フロリダ州にあるランド内のマジック・キングダムでも流用され、1993年から2009年まで使用されている。晩年は映画監督のデヴィッド・リンチがプロデュースしたテレビドラマシリーズ『ツイン・ピークス』にも2エピソード出演した。

### 死去
1994年、カリフォルニア州ロサンゼルスにて自動車事故に遭遇。相手方のドライバーと口論の最中に心臓発作に見舞われ死去した。71歳だった。

## 出演作品

### 映画
- Undercover Girl (1950)
- Under the Gun (1951)
- 勇者の赤いバッヂ The Red Badge of Courage (1951)
- 激闘の大砂漠 Flame of Araby (1951)
- 怒りの河 Bend of the River (1952)
- 黄昏 Carrie (1952)
- 大砂塵 Johnny Guitar (1954)
- 遠い国 The Far Country (1954)
- ハリーの災難 The Trouble with Harry (1955)
- 悪人への貢物 Tribute to a Bad Man (1956)
- 白鯨 Moby Dick (1956)
- サンチャゴ Santiago (1956)
- テーブル・ロックの決闘 Tension at Table Rock (1956)
- 暴力の季節 Crime of Passion (1957)
- 白い丘 All Mine to Give (1957)
- 荒野の追跡 Trooper Hook (1957)
- Man in the Shadow (1957)
- 西部の旅がらす Saddle the Wind (1958)
- Handle with Care (1958)
- 西部の人 Man of the West (1958)
- Never Steal Anything Small (1959)
- フォート・ブロックの決斗 These Thousand Hills (1959)
- The Boy and the Bridge (1959)
- Face of Fire (1959)
- 疑惑の愛情 Hound-Dog Man (1959)
- ハックルベリーフィンの冒険 The Adventures of Huckleberry Finn (1960)
- シマロン Cimarron (1960)
- 四人の無頼漢 Posse from Hell (1961)
- キング・オブ・キングス King of Kings (1961)
- Savage Sam (1963)
- ラオ博士の7つの顔 7 Faces of Dr. Lao (1964)
- ガンポイント Gunpoint (1966)
- 西部の一匹狼 The Dangerous Days of Kiowa Jones (1966) ※テレビ映画
- Welcome to Hard Times (1967)
- レッド・リバーのガンマン The Last Challenge (1967)
- ガンマンの対決 Day of the Evil Gun (1968)
- 白昼の死刑台 If He Hollers, Let Him Go! (1968)
- ガンファイターの最後 Death of a Gunfighter (1969)
- 大いなる男たち The Undefeated (1969)
- Machismo: 40 Graves for 40 Guns (1971)
- Decisions! Decisions! (1971) ※テレビ映画
- 西部無法伝 Skin Game (1971)
- チャンドラー Chandler (1971) ※出演シーンカット
- 人間狩り The Manhunter (1972) ※テレビ映画
- 男の出発 The Culpepper Cattle Co. (1972)
- ミネソタ大強盗団 The Great Northfield Minnesota Raid (1972)
- 狼男・謎の連続殺人 Moon of the Wolf (1972) ※テレビ映画
- メサイア・オブ・デッド Messiah of Evil (1973)
- 大空のエース/父の戦い子の戦い Ace Eli and Rodger of the Skies (1973)
- ビッグケーヒル Cahill U.S. Marshal (1973)
- グライド・イン・ブルー Electra Glide in Blue (1973)
- ビッグ・バッド・ママ Big Bad Mama (1974)
- The Wild Party (1975)
- ハックルベリー・フィンの冒険 Huckleberry Finn (1975) ※テレビ映画
- ビッグ・ボス Capone (1975)
- アウトロー The Outlaw Josey Wales (1976)
- ドラム Drum (1976)
- キラー・インサイド・ミー The Killer Inside Me (1976)
- Hughes and Harlow: Angels in Hell (1977)
- ギャロマ'88 Bad Georgia Road (1977)
- Murder in Peyton Place (1977) ※テレビ映画
- 死刑は俺の手で The One Man Jury (1978)
- Strangers: The Story of a Mother and Daughter (1979) ※テレビ映画
- The Last Ride of the Dalton Gang (1979)
- ビール工場大パニック Take This Job and Shove It (1981)
- ハメット Hammett (1982)
- Will There Really Be a Morning? (1983) ※テレビ映画
- 何かが道をやってくる Something Wicked This Way Comes (1983)
- Murder 1, Dancer 0 (1983) ※テレビ映画
- ライトスタッフ The Right Stuff (1983)
- りんご白書 Teachers (1984)
- コカイン・ウォーズ Cocaine Wars (1985)
- 夕陽のストレンジャー Red Headed Stranger (1986)
- LBJ: The Early Years (1987)
- タイムトラぶラー House II: The Second Story (1987)
- 天使とデート Date with an Angel (1987)
- Once Upon a Texas Train (1988)
- キラークラウン Killer Klowns from Outer Space (1988)
- グーリーズII Ghoulies II (1988)
- ハロウィン・インベーダー/火星人襲来!? Spaced Invaders (1990)
- ダーク・ハーフ The Dark Half (1993)

### テレビドラマ
- Lights Out (1949)
- オムニバス Omnibus (1952 - 1953)
- スタジオ・ワン Studio One (1952, 1954, 1955)
- クラフト・テレビジョン・シアター Kraft Television Theatre (1954)
- The Man Behind the Badge (1954)
- ガンスモーク Gunsmoke (1955 - 1971)
- ジェネラル・エレクトリック・シアター General Electric Theater (1956)
- プレイハウス90 Playhouse 90 (1957)
- 特命記者 Wire Service (1957)
- パパは何でも知っている Father Knows Best (1957)
- ザ・ミリオネア The Millionaire (1957)
- レストレス・ガン The Restless Gun (1957)
- ヒッチコック劇場 Alfred Hitchcock Presents (1957, 1959)
- 拳銃無宿 Wanted: Dead or Alive (1959)
- Hotel de Paree (1959)
- 幌馬車隊 Wagon Train (1959, 1963)
- 拳銃街道 Tales of Wells Fargo (1960, 1962)
- ライフルマン The Rifleman (1959, 1960, 1961, 1962)
- Gunslinger (1961)
- 西部の男パラディン Have Gun - Will Travel (1961)
- ルート66 Route 66 (1961)
- サーカス西部を行く Frontier Circus (1961)
- コラプターズ Target: The Corruptors (1961, 1962)
- ローハイド Rawhide (1962, 1964, 1965)
- ボナンザ Bonanza (1962, 1965, 1967)
- バージニアン The Virginian (1962, 1963, 1965, 1966)
- ミスター・ノバック Mr. Novak (1963)
- ベン・ケーシー Ben Casey (1964)
- ジェミーの冒険旅行 The Travels of Jaimie McPheeters (1964)
- アルフレッド・ヒッチコック・アワー The Alfred Hitchcock Hour (1964)
- 西部の流れ者ジェシー・ジェームス The Legend of Jesse James (1965)
- 長く熱い夜 The Long, Hot Summer (1965)
- デス・バレー・デイズ Death Valley Days (1965, 1970)
- ロスト・イン・スペース Lost in Space (1966)
- 西部の王者ダニエル・ブーン Daniel Boone (1966, 1967)
- バークレー牧場 The Big Valley (1966, 1967, 1969)
- アイアン・ホース Iron Horse (1967)
- 拳銃とペチコート Pistols 'n' Petticoats (1967)
- アパッチ大平原 Hondo (1967)
- 決闘シマロン街道 Cimarron Strip (1967)
- ガンマン無情 The Guns of Will Sonnett (1967, 1968)
- FBIアメリカ連邦警察 The F.B.I. (1967, 1970)
- アフリカ大牧場 Cowboy in Africa (1968)
- 二匹の流れ者 The Outcasts (1968)
- パパはメロメロ My World and Welcome to It (1969)
- さすらいのライダー Then Came Bronson (1969)
- ハワイ5-0 Hawaii Five-O (1970)
- 西部二人組 Alias Smith and Jones (1971)
- 四次元への招待 Night Gallery (1972)
- 私立探偵バニオン Banyon (1972)
- 燃えよ! カンフー Kung Fu (1973)
- 探偵キャノン Cannon (1973)
- ドク・エリオット Doc Elliot (1974)
- 猿の惑星 Planet of the Apes (1974)
- 特捜隊アダム12 Adam-12 (1975)
- 女刑事ペパー Police Woman (1976)
- 西部開拓史 How the West Was Won (1976, 1977)
- コードR Code R (1977)
- Dr.刑事クインシー Quincy M.E. (1977, 1979)
- The Hardy Boys/Nancy Drew Mysteries (1978)
- 新・天地創造 Greatest Heroes of the Bible (1978)
- 大草原の小さな家 Little House on the Prairie (1979, 1981)
- 地上より永遠に From Here to Eternity (1980)
- ファンタジー・アイランド Fantasy Island (1982)
- 白バイ野郎ジョン&パンチ CHiPs (1983)
- 世にも不思議なアメージング・ストーリー Amazing Stories (1986)
- ツイン・ピークス Twin Peaks (1990)

### 声の出演
- Mister Magoo's Christmas Carol (1962)
- Great Moments with Mr. Lincoln (1964) ※ディズニーランドのアトラクション